# Jadzia Dax
„Jadzia Dax” este un personaj fictiv din serialul TV Star Trek: Deep Space Nine din franciza Star Trek. 
Este interpretat de Terry Farrell.
Jadzia Dax este ofițerul științific al stației și aparține speciei Trill. Ea își împarte viața și gândurile cu un simbiont extrem de longeviv numit Dax, care a avut deja șapte vieți anterioare în corpul altor șapte gazde trill. Gazda anterioară, un ilustru diplomat al Federației și un mare iubitor de femei, Curzon Dax, a fost prietenul apropiat și mentorul lui Sisko. Jadzia este ucisă de Gul Dukat la finalul sezonului 6.